# Dinastía selyúcida
Los selyúcidas, selchucos o selyuquíes (en turco: Selçuklular; en persa: سلجوقیان‎, romanizado: Saljuqian) fueron una dinastía turca oğuz musulmana sunita bajo cuyo gobierno invadieron el sudoeste asiático en el siglo XI, llegando a fundar con el tiempo un imperio que incluyó Mesopotamia (la actual Irak), Siria, Palestina y la mayor parte de Irán entre mediados del siglo XI y finales del siglo XIII. Su avance marcó el comienzo del poder turco en el Medio Oriente. Gradualmente se persianaron y contribuyeron a la cultura turco-persa.
Llegaron a Anatolia procedentes del Asia Central a finales del siglo X, causando estragos en los pueblos bizantinos y árabes, acabando con el califato abasí y debilitando considerablemente al Imperio bizantino con su empuje hacia Occidente. El fundador de la dinastía selyúcida, Selyuq Beg, era descendiente de un jefe real jázaro, Tuqaq, quien sirvió como consejero del rey de los jázaros en Asia Occidental y Asia Central. Los selyúcidas establecieron el Imperio selyúcida (1037-1194), el Sultanato de Kermán (1041-1186) y el Sultanato de Rum (1074-1308), que se extendían desde Irán hasta Anatolia y fueron los principales objetivos de la Primera Cruzada.
Los turcos selyúcidas son considerados como los antepasados directos de los turcos sudoccidentales, los habitantes actuales de Turquía, Gagauzia, Azerbaiyán y Turkmenistán. Los selyúcidas desempeñaron un papel fundamental en la historia medieval, creando una barrera para Europa contra los invasores mongoles del este, defendiendo el mundo islámico contra las cruzadas de Europa y conquistando grandes extensiones del Imperio bizantino, que perdió la mayor parte de su presencia en Anatolia.

## Historia

La dinastía selyúcida en 1092, su momento de mayor expansión.

Eran en origen un clan de la tribu turca oghuz de los Kınık, asentada al norte del mar de Aral. En el siglo X se convirtieron al islam y migraron hacia el sur dirigidos por un jefe llamado Selyuq ibn Duqaq o Selchuk, del que procede el nombre de la dinastía. Selyuq se instaló en el curso inferior del Sir-Daria, desde donde hicieron incursiones al Irán oriental. A la muerte de Selyuq, su hijo Isrâîl prosiguió el avance al sur, chocando con el gran sultán Mahmûd, de la dinastía de los gaznavíes, el cual contuvo el avance selyúcida derrotando y haciendo prisionero a Isrâîl. Igualmente, Mahmûd los contuvo, pero no los aniquiló, y a su muerte (1030), aprovechando la crisis sucesoria de los gaznavíes, los nómadas selyúcidas reanudaron su avance con más fuerza.
Dotados de gran fuerza militar, conquistaron el Jorasán, región del Irán oriental gobernada por los gaznavíes, a partir de la cual extendieron su poderío militar sobre otras regiones. El débil sucesor de Mahmūd, su hijo Masûd, intentó detenerlo, pero su ejército, que durante el gobierno de su padre había sido una poderosa fuerza de ataque contra los rajás del norte de la India, se había vuelto lento y pesado frente a la eficaz fuerza de jinetes-arqueros turcomanos. En 1038, el nieto de Selyuq, Toğrül o Tugril, se proclamó emir de Nishapur. En 1040, Toğrül venció en la batalla de Dandanaqan al sultán gaznaví Masûd, el cual huyó a la India (luego de esta contienda, los gaznavíes se recluyeron en las montañas afganas y el Punyab). En 1055, Toğrül tomó Bagdad, liberando al califa abasí de la presión de la dinastía chií de los búyidas, a la que sustituyó como gobernante efectivo. Toğrül recibió los títulos de sultán y de rey de Oriente y Occidente.
Toğrül fue sucedido por su sobrino Alp Arslan (1063-1072), que fue el verdadero fundador del Imperio selyúcida, con capital en Rayy (actual Teherán). Alp Arslan conquistó Alepo (1070), Armenia y comenzó las incursiones a los territorios orientales del Imperio bizantino. En 1071, venció a las tropas del emperador bizantino Romano IV Diógenes (el cual cayó prisionero) en la batalla de Manzikert, que dio inicio al poder turcomano en Anatolia (que desembocaría siglos más tarde en el Imperio otomano y en Turquía). Los gobernantes de las regiones conquistadas a Bizancio constituirían desde ese momento una rama aparte de la dinastía llamada Selyúcida de Rum, y su territorio se llamaría Sultanato de Rüm (Rum —«romano», en lengua árabe— era el nombre con el que los musulmanes designaban en general a los bizantinos y a su territorio).
El apogeo del imperio se produjo durante el reinado de su hijo y sucesor Malik Shah (1072–1092), gracias en parte al poder ejercido por el visir iraní Nizam al-Mulk, auténtico genio político y militar de la época. Los selyúcidas se iranizaron desde los primeros momentos de su imperio, adoptando el persa como lengua oficial, con lo que muchos de los dirigentes eran persas. Malik Shah gobernó sobre Transoxiana, Kermán, Jerusalén, Damasco y Asia Menor. Los sultanes disponían de un poderoso ejército y una ordenada administración civil (presidida por el diván) y de gran número de funcionarios autóctonos o mamelucos. A través de las fundaciones escolares (madrasas) garantizaban la renovación del sunnismo. La consideración turca del Estado como patrimonio familiar llevó al sultán a distribuir provincias, provocando el desmembramiento del Imperio en múltiples sultanatos menores, como los de Kermán (1041-1186), Irak (1118-1194), Siria 1078-1117), que se debilitaron con rapidez. Al morir el sultán, estalló una guerra civil que acabaría con el imperio. Jorasán fue la primera región en librarse del poder turco tras una revuelta, mientras que los atabegs o gobernadores locales o regentes de los sultanes se convertían en soberanos de hecho de Irán, Irak, Siria y la región de Yazira. En Siria y la zona de Kermán (Irán) surgieron varios reinos efímeros a los que tuvo que enfrentarse el moribundo Estado selyuco. El último sultán de la dinastía fue Toğrül II (1176–1194), que murió guerreando contra los gobernantes independientes de la región de Corasmia.

## Soberanos del Imperio selyúcida (1037-1194)
| #  | Reinado                 | Laqab                                                                      | Nombre de trono  | Matrimonios | Derecho de sucesión                          |
| -- | ----------------------- | -------------------------------------------------------------------------- | ---------------- | --- | -------------------------------------------- |
| 1  | 1037-1063               | Rukn ad-Dunya wa ad-Din رکن الدنیا والدین,                                 | Tugrïl Beg       | 1) Altun Jan Khatun 2) Aka Khatun 3) Fulana Khatun (hija de Abu Kalijar) 4) Seyyidah Khatun (hija de Al-Qa'im, califa abásida) 5) Fulana Khatun (esposa de Chaghri Beg) | Hijo de Mikail (nieto de Seljuk)             |
| 2  | 1063-1072               | Diya ad-Dunya wa ad-Din Adud ad-Dawlah ضياء الدنيا و الدين عضد الدولة      | Alp Arslan       | 1) Aka Khatun (esposa de Tugrïl Beg) 2) Safariyya Khatun (hija de Yusuf Qadir Khan, Khagan de Kara-Khanid) 3) Fulana Khatun (hija de Smbat Lorhi) 4) Fulana Khatun (hija de Kurtchu bin Yunus bin Seljuk) | Hijo de Chaghri                              |
| 3  | 1072-1092               | Muizz ad-Dunya wa ad-Din Jalal ad-Dawlah معز الدین جلال الدولہ             | Malik Shah I     | 1) Turkan Khatun (hija de Ibrahim Tamghach Khan, Khagan de Western Kara-Khanid) 2) Zubeida Khatun (hija de Yaquti ibn Chaghri) 3) Safariyya Khatun (hija de Isa Khan, sultán de Samarcanda) 4) Fulana Khatun (hija de Romanos IV Diogenes) | Hijo de Alp Arslan                           |
| 4  | 1092-1094               | Nasir ad-Dunya wa ad-Din ناصر الدنیا والدین                                | Mahmud I         | | Hijo de Malik-Shah I                         |
| 5  | 1094-1105               | Rukn ad-Dunya wa ad-Din رکن الدنیا والدین                                  | Barkyaruk        | | Hijo de Malik-Shah I                         |
| 6  | 1105                    | Rukn ad-Dunya wa ad-Din Jalal ad-Dawlah رکن الدنیا والدین جلال الدولہ      | Malik Shah II    | | Hijo de Barkyaruk                            |
| 7  | 1105-1118               | Ghiyath ad-Dunya wa ad-Din غیاث الدنیا والدین                              | Muhammad I Tapar | 1) Nisandar Jihan Khatun 2) Gouhar Khatun (hija de Isma'il bin Yaquti) 3) Fulana Khatun (hija de Aksungur Beg) | Hijo de Malik Shah I                         |
| 8  | 1118-1131               | Mughith ad-Dunya wa ad-Din Jalal ad-Dawlah مُغيث الدنيا و الدين جلال الدولة | Mahmud II        | 1) Mah-i Mulk Khatun (fal. 1130) (hija de Sanjar) 2) Amir Siti Khatun (hija de Sanjar) 3) Ata Khatun (hija de Ali bin Faramarz) | hijo de Muhammad I                           |
| 9  | 1118-1153               | Muizz ad-Dunya wa ad-Din Adud ad-Dawlah مُعز الدنيا و الدين جلال الدولة     | Sanjar           | 1) Turkan Khatun (hija de Muhammad Arslan Khan, Khagan de Western Kara-Khanid) 2) Rusudan Khatun (hija de Demetrio I de Georgia) 3) Gouhar Khatun (hija de Isma'il bin Yaquti, esposa de Tapar) 4) Fulana Khatun (hija de Arslan Khan, un prisionero Qara Khitai) | Hijo de Malik-Shah I                         |
| 10 | 1131-1132               | Ghiyath ad-Dunya wa ad-Din غیاث الدنیا والدین                              | Dawud            | Gouhar Khatun (hija de Masud) | Hijo de Mahmud II                            |
| 11 | 1132-1135               | Rukn ad-Dunya wa ad-Din رکن الدنیا والدین                                  | Toghrul II       | 1) Mumine Khatun (madre de Arslan-Shah) 2) Zubeida Khatun (hija de Barkiyaruq) | Hijo de Muhammad I                           |
| 12 | 1135-1152               | Ghiyath ad-Dunya wa ad-Din غیاث الدنیا والدین                              | Masud            | 1) Gouhar Nasab Khatun (hija de Sanjar) 2) Zubeida Khatun (hija de Barkiyaruq, esposa de Toghrul II) 3) Mustazhiriyya Khatun (hija de Qawurd) 4) Sufra Khatun (hija de Dubais) 5) Arab Khatun (hija de Al-Muqtafi) 6) Ummiha Khatun (hija de Amid ud-Deula bin Juhair) 7) Abkhaziyya Khatun (hija de David IV de Georgia) 8) Sultan Khatun (madre de Malik Shah III) | Hijo de Muhammad I                           |
| 13 | 1152-1153               | Muin ad-Dunya wa ad-Din مُعين الدنيا و الدين                                | Malik Shah III   | | Hijo de Mahmud II                            |
| 14 | 1153-1159               | Rukn ad-Dunya wa ad-Din رکن الدنیا والدین                                  | Muhammad         | 1) Mahd Rafi Khatun (hija de Kirman-Shah) 2) Gouhar Khatun (hija de Masud, esposa de Dawud) 3) Kerman Khatun (hija de Al-Muqtafi) 4) Kirmaniyya Khatun (hija de Tughrul Shah, gobernante de Kerman) | Hijo de Mahmud II                            |
| 15 | 1159-1160               | Ghiyath ad-Dunya wa ad-Din غیاث الدنیا والدین                              | Suleiman-Shah    | 1) Khwarazmi Khatun (hija de Muhammad Khwarazm Shah) 2) Abkhaziyya Khatun (hija de David IV de Georgia, esposa de Masud) | Hijo de Muhammad I                           |
| 16 | 1160-1176               | Muizz ad-Dunya wa ad-Din معز الدنیا والدین                                 | Arslan-Shah      | 1) Kerman Khatun (hija de Al-Muqtafi, esposa de Muhammad) 2) Sitti Fatima Khatun (hija de Ala ad-Daulah) 3) Kirmaniyya Khatun (hija de Tughrul Shah, gobernante de Kerman, esposa de Muhammad) 4) Fulana Khatun (hermana de Izz al-Din Hasan Qipchaq) | Hijo de Toghrul II                           |
| 17 | 1176-1191 (1.º reinado) | Rukn ad-Dunya wa ad-Din رکن الدنیا والدین                                  | Toghrul III      | Inanj Khatun (hija de Sunqur-Inanj, gobernante de Ray, esposa de Toghrul III) | Hijo de Arslan-Shah                          |
| 18 | 1191                    | Muzaffar ad-Dunya wa ad-Din مظفر الدنیا والدین                             | Qizil Arslan     | Inanj Khatun (hija de Sunqur-Inanj, gobernante de Ray, esposa de Muhammad ibn Ildeniz) | Hijo de Ildeniz (stepbrother de Arslan-Shah) |
| —  | 1192-1194 (2.º reinado) | Rukn ad-Dunya wa ad-Din رکن الدنیا والدین                                  | Toghrul III      | | Hijo de Arslan-Shah                          |

## Gobernantes menores (1041-1146)

### Soberanos selyúcidas de Kermán (1041-1187)
Kermán fue un reino del sur de Persia. Sucumbió en 1187, conquistado probablemente por Toğrül III de los Grandes Selyúcidas.
- Qawurd 1041-1073
- Kerman Shah 1073-1074
- Sultan Shah 1074-1075
- Husayn Omar 1075-1084
- Turan Shah I 1084-1096
- Iran Shah 1096-1101
- Arslan Shah I 1101-1142
- Mehmet I (Muhammad) 1142-1156
- Toğrül Shah 1156-1169
- Bahram Shah 1169-1174
- Arslan Shah II 1174-1176
- Turan Shah II 1176-1183
- Mehmed II (Muhammad) 1183-1187

### Soberanos selyúcidas en  Siria (1076-1117)
- Abu Sa'id Taj al-Dawla Tutush I 1085-1086
- Jalal al-Dawlah Malik Shah I de los Grandes Selyúcidas 1086-1087
- Qasim al-Dawla Abu Said Aq Sunqur al-Hajib 1087-1094
- Abu Sa'id Taj ad-Dawla Tutush I (Segundo reinado) 1094-1095
- Fakhr al-Mulk Radwan 1095-1113
- Tadj al-Dawla Alp Arslan al-Akhras 1113-1114
- Sultan Shah 1114-1123

Sultanes/Emires de Damasco:
- Aziz ibn Abaaq al-Khwarazmi 1076-1079
- Abu Sa'id Taj ad-Dawla Tutush I 1079-1095
- Abu Nasr Shams al-Muluk Duqaq 1095-1104
- Tutush II 1104
- Muhi al-Din Baqtash 1104

Atabegs de Alepo:
- Lulu 1114-1117
- Shams al-Havas Yariqtash 1117
- Imad al-Din Zengi 1128-1146

## Sultanato de Rüm (Anatolia, 1077-1307)

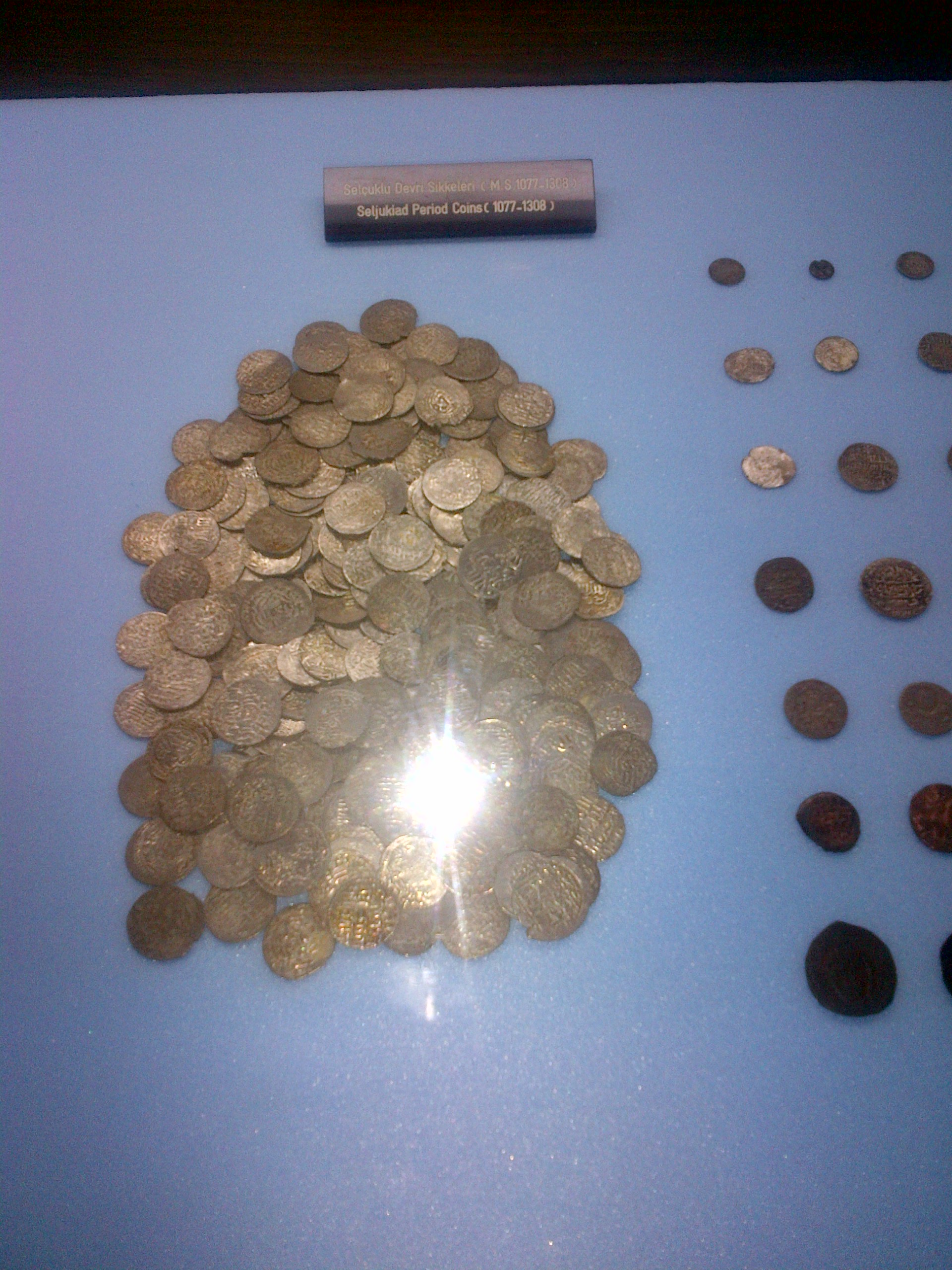
Monedas del Imperio selyúcida en el Museo de Arqueologḯa de Samsun.

El territorio que mantuvo su identidad y que prevalecería durante varias décadas fue el del sultanato de Rüm (1081–1302). Fundado por Suleiman ibn Kutalmish, bajo la protección del Imperio bizantino para el que sus tropas combatían como mercenarias, este sultanato se asentó en Anatolia y se expandió por Mesopotamia y Armenia, llegando a aunar bajo su dominio a pueblos cristianos: griegos, sirios y armenios. Conoció su etapa de esplendor bajo el reinado de Kaikubad I (1221–1237). Disponía de un puerto en el Mediterráneo, Antalya, por el que realizaba funciones de enlace comercial entre el Extremo Oriente y Europa. También contaban con un puerto en el mar Negro, Sinop. A partir de 1231, los asaltos mongoles asolaron el sultanato. La victoria mongola en la batalla de Köse Dağ (1243) fraccionó al sultanato (reducido a vasallaje mongol) en múltiples emiratos turcomanos, vasallos asimismo de los mongoles. Otros emiratos, situados en la frontera con los bizantinos, permanecieron independientes realizando la Guerra Santa a los griegos. Uno de estos emiratos occidentales, el de los osmanlíes, sería el núcleo originario del futuro Imperio otomano. Hacia 1276, los selyúcidas de Rüm perdieron de facto todo su poder, aunque nominalmente lo mantuvieron hasta 1307.
Los sultanes reinantes en Rüm fueron:
- 1060-1077: Kutalmish
- 1077-1086: Suleiman ibn Kutalmish
- 1092-1107: Kilij Arslan I
- 1107-1116: Melikshah
- 1116-1156: Mesud I
- 1156-1192: Kilij Arslan II
- 1192-1196: Kaikosru I (1.er reinado)
- 1196-1204: Suleiman II
- 1204-1205: Kilij Arslan III
- 1205-1211: Kaikosru I (2.º reinado)
- 1211-1220: Kaikaus I
- 1220-1237: Kaikubad I
- 1237-1246: Kaikosru II (1.er reinado)
- 1246-1260: Kaikaus II
- 1248-1265: Kilij Arslan IV
- 1249-1257: Kaikubad II
- 1257-1259: Kaikosru II (2.º reinado)
- 1265-1282: Kaikosru III
- 1282-1284: Masud II (1.er reinado)
- 1284: Kaikubad III (1.er reinado)
- 1284-1293: Masud II (2.º reinado)
- 1293-1294: Kaikubad III (2.º reinado)
- 1294-1301: Masud II (3.er reinado)
- 1301-1303: Kaikubad III (3.er reinado)
- 1303-1307: Masud II (4.º reinado)
- 1307: Masud III